# گریدینسکایا (شهرستان ولسکی، استان آرخانگلسک)
گریدینسکایا (به لاتین: Gridinskaya) یک منطقهٔ مسکونی در روسیه است که در استان آرخانگلسک واقع شده‌است.